# Joaquín Arcollas Cabezas
Joaquín Arcollas Cabezas o Juan Arcoyas (¿? - Víznar, 18 de agosto de 1936), conocido como Magarza, fue un banderillero español asesinado al inicio de la guerra civil española en un barranco entre los municipios de Víznar y Alfacar, en la provincia de Granada. Conocido activista político, fue uno de los represaliados por el bando sublevado al inicio de la Guerra Civil junto con el poeta Federico García Lorca, el maestro Dióscoro Galindo y el también banderillero Francisco Galadí.

## Biografía
Joaquín Arcollas vivió en el barrio del Albaicín, en la calle Horno de Vidrio, y militó políticamente dentro de la CNT-FAI, siendo considerado como un "hombre de acción" y uno de los voluntarios que participaron en la resistencia paramilitar del barrio del Albaicín al inicio de la guerra civil española.

### Trayectoria profesional
Profesionalmente estuvo vinculado al mundo de la tauromaquia en Granada a principios del siglo XX, actuando como banderillero en distintos festejos. Sin embargo, se tienen pocas referencias de su trayectoria taurina ya que, como considera Roldán, "apenas nos quedan un cartel taurino en el que son anunciados como banderilleros y unas fotos con capote y traje de luces".

### Asesinato
Tras el golpe de Estado de julio de 1936, Arcollas actuó activamente en defensa de los intereses de la II República en Granada y fue apresado junto a su compañero Francisco Galadí en el barrio del Albaicín, para luego ser juzgados y mandados fusilar.
Según el relato histórico, el banderillero Joaquín Arcollas fue uno de los miembros fusilados en el pelotón en el que se encontraba el poeta granadino Federico García Lorca. Junto a ellos se encontraban, también, el banderillero Francisco Galadí Melgar El Colores y el maestro Dióscoro Galindo González. Algunos trabajos recientes eximen de responsabilidad al capitán José María Nestares, responsable de La Colonia, desde donde se realizaban los paseos hasta el lugar de fusilamiento.
En 2018, la Confederación General del Trabajo (CGT) se personó como "heredero ideológico" de Arcollas ante la Junta de Andalucía para reclamar el cuerpo del banderillero anarquista, solicitando se realizaran las excavaciones necesarias para hallar los restos mortales del torero y del resto de los compañeros fusilados.
Históricamente, se contó entre los partícipes de la muerte de los banderilleros Joaquín Arcollas y Francisco Galadí a un compañero de profesión: al novillero Pedro Zarzo Perete, quien supuestamente habría sido jefe de las llamadas Patrullas Negras. Sin embargo, en una entrevista concedida en 1976, Perete desmintió toda la relación con estos hechos ya que, según él, se encontraba en esos momentos en el frente de Loja, donde combatió junto al también novillero Paquito Rodríguez.

## Arcollas en la cultura popular
La figura de Joaquín Arcollas fue llevada a la televisión dentro de la serie Lorca, muerte de un poeta (1987), de Juan Antonio Bardem. El papel del banderillero asesinado fue interpretado por el actor Antonio Iranzo y aparece en el último capítulo (La muerte, 1936), en el que conversan todos los condenados a muerte dentro de la cárcel entre las ironías de García Lorca, interpretado por Nickolas Grace.